# Skiathlon hommes aux Jeux olympiques de 2014
Navigation
Vancouver 2010 Pyeongchang 2018
L'épreuve masculine de skiathlon aux Jeux olympiques d'hiver de 2014 a lieu le 9 février 2014 au complexe de ski de fond et de biathlon Laura. Elle a une longueur de 30 kilomètres : 15 kilomètres en style classique et 15 kilomètres en style libre. L'épreuve est remportée par le Suisse Dario Cologna devant le Suédois Marcus Hellner et le Norvégien Martin Johnsrud Sundby.

## Médaillés
| Or                  | Argent               | Bronze                       |
| Dario Cologna (SUI) | Marcus Hellner (SWE) | Martin Johnsrud Sundby (NOR) |

## Résultats
La course commence à 14 heures.
| Rang                                | Dossard | Athlète                 | Nationalité        | 15 km classique | Rang | Arrêt  | 15 km libre   | Rang | Temps             | Retard             |
| ----------------------------------- | ------- | ----------------------- | ------------------ | --------------- | ---- | ------ | ------------- | ---- | ----------------- | ------------------ |
| Médaille d'or, Jeux olympiques      | 21      | Dario Cologna           | Suisse             | 36 min 04 s 9   | 13   | 30 s 9 | 31 min 39 s 6 | 2    | 1 h 08 min 15 s 4 |                    |
| Médaille d'argent, Jeux olympiques  | 11      | Marcus Hellner          | Suède              | 36 min 03 s 1   | 9    | 31 s 3 | 31 min 41 s 4 | 3    | 1 h 08 min 15 s 8 | +0 s 4             |
| Médaille de bronze, Jeux olympiques | 1       | Martin Johnsrud Sundby  | Norvège            | 35 min 59 s 2   | 1    | 29 s 6 | 31 min 48 s 0 | 5    | 1 h 08 min 16 s 8 | +1 s 4             |
| 4                                   | 7       | Maxim Vylegzhanin       | Russie             | 36 min 01 s 1   | 5    | 31 s 8 | 31 min 44 s 0 | 4    | 1 h 08 min 16 s 9 | +1 s 5             |
| 5                                   | 9       | Ilia Chernousov         | Russie             | 36 min 12 s 8   | 18   | 39 s 5 | 31 min 36 s 7 | 1    | 1 h 08 min 29 s 0 | +13 s 6            |
| 6                                   | 14      | Jean-Marc Gaillard      | France             | 36 min 03 s 1   | 9    | 31 s 5 | 31 min 55 s 2 | 7    | 1 h 08 min 29 s 8 | +14 s 4            |
| 7                                   | 15      | Daniel Richardsson      | Suède              | 35 min 59 s 2   | 2    | 29 s 6 | 32 min 02 s 6 | 9    | 1 h 08 min 31 s 7 | +16 s 3            |
| 8                                   | 6       | Johannes Dürr           | Autriche           | 36 min 04 s 0   | 11   | 32 s 2 | 31 min 55 s 8 | 8    | 1 h 08 min 32 s 0 | +16 s 6            |
| 9                                   | 12      | Maurice Manificat       | France             | 36 min 07 s 6   | 16   | 32 s 0 | 31 min 54 s 0 | 6    | 1 h 08 min 33 s 6 | +18 s 2            |
| 10                                  | 27      | Lars Nelson             | Suède              | 36 min 00 s 2   | 3    | 31 s 2 | 32 min 06 s 3 | 10   | 1 h 08 min 37 s 7 | +22 s 3            |
| 11                                  | 2       | Alexander Legkov        | Russie             | 36 min 02 s 4   | 7    | 31 s 2 | 32 min 09 s 5 | 12   | 1 h 08 min 43 s 1 | +27 s 7            |
| 12                                  | 24      | Giorgio Di Centa        | Italie             | 36 min 02 s 6   | 8    | 30 s 0 | 32 min 11 s 1 | 14   | 1 h 08 min 43 s 7 | +28 s 3            |
| 13                                  | 8       | Hannes Dotzler          | Allemagne          | 36 min 04 s 3   | 12   | 31 s 3 | 32 min 09 s 2 | 11   | 1 h 08 min 44 s 8 | +29 s 4            |
| 14                                  | 25      | Anders Södergren        | Suède              | 36 min 05 s 4   | 14   | 31 s 9 | 32 min 09 s 6 | 13   | 1 h 08 min 46 s 9 | +31 s 5            |
| 15                                  | 23      | Tobias Angerer          | Allemagne          | 36 min 00 s 6   | 4    | 31 s 5 | 32 min 17 s 6 | 15   | 1 h 08 min 49 s 7 | +34 s 3            |
| 16                                  | 3       | Alexey Poltoranin       | Kazakhstan         | 36 min 01 s 5   | 6    | 32 s 3 | 32 min 17 s 7 | 16   | 1 h 08 min 51 s 5 | +36 s 1            |
| 17                                  | 5       | Petter Northug          | Norvège            | 36 min 06 s 3   | 15   | 30 s 6 | 33 min 02 s 7 | 25   | 1 h 09 min 39 s 6 | +1 min 24 s 2      |
| 18                                  | 4       | Alex Harvey             | Canada             | 36 min 46 s 6   | 27   | 30 s 1 | 32 min 43 s 5 | 17   | 1 h 10 min 00 s 2 | +1 min 44 s 8      |
| 19                                  | 13      | Evgeniy Belov           | Russie             | 36 min 11 s 0   | 17   | 30 s 5 | 33 min 19 s 0 | 31   | 1 h 10 min 00 s 5 | +1 min 45 s 1      |
| 20                                  | 10      | Sjur Røthe              | Norvège            | 36 min 41 s 7   | 25   | 30 s 2 | 32 min 50 s 6 | 18   | 1 h 10 min 02 s 5 | +1 min 47 s 1      |
| 21                                  | 20      | Tord Asle Gjerdalen     | Norvège            | 36 min 36 s 5   | 21   | 29 s 4 | 33 min 00 s 8 | 23   | 1 h 10 min 06 s 7 | +1 min 51 s 3      |
| 22                                  | 37      | Francesco de Fabiani    | Italie             | 36 min 37 s 6   | 22   | 33 s 5 | 32 min 59 s 6 | 22   | 1 h 10 min 10 s 7 | +1 min 55 s 3      |
| 23                                  | 28      | Axel Teichmann          | Allemagne          | 36 min 20 s 4   | 19   | 31 s 5 | 33 min 21 s 4 | 32   | 1 h 10 min 13 s 3 | +1 min 57 s 9      |
| 24                                  | 33      | Mikhail Semenov         | Biélorussie        | 36 min 48 s 2   | 29   | 30 s 6 | 32 min 54 s 5 | 19   | 1 h 10 min 13 s 3 | +1 min 57 s 9      |
| 25                                  | 18      | Ivan Babikov            | Canada             | 36 min 47 s 6   | 18   | 28 s 8 | 32 min 58 s 2 | 20   | 1 h 10 min 14 s 6 | +1 min 59 s 2      |
| 26                                  | 44      | Iivo Niskanen           | Finlande           | 36 min 42 s 3   | 26   | 31 s 9 | 33 min 07 s 8 | 29   | 1 h 10 min 22 s 0 | +2 min 06 s 6      |
| 27                                  | 31      | Curdin Perl             | Suisse             | 36 min 40 s 8   | 24   | 36 s 2 | 33 min 05 s 4 | 27   | 1 h 10 min 22 s 4 | +2 min 07 s 0      |
| 28                                  | 30      | Martin Jakš             | République tchèque | 37 min 20 s 5   | 39   | 30 s 7 | 33 min 00 s 9 | 24   | 1 h 10 min 52 s 1 | +2 min 36 s 7      |
| 29                                  | 46      | Jonas Baumann           | Suisse             | 37 min 06 s 1   | 34   | 31 s 4 | 33 min 14 s 8 | 30   | 1 h 10 min 52 s 3 | +2 min 36 s 9      |
| 30                                  | 22      | Roland Clara            | Italie             | 37 min 19 s 9   | 38   | 32 s 1 | 33 min 04 s 3 | 26   | 1 h 10 min 56 s 3 | +2 min 40 s 9      |
| 31                                  | 47      | Martin Bajčičák         | Slovaquie          | 37 min 21 s 7   | 40   | 31 s 1 | 33 min 07 s 3 | 28   | 1 h 11 min 00 s 1 | +2 min 44 s 7      |
| 32                                  | 38      | Yevgeniy Velichko       | Kazakhstan         | 36 min 53 s 8   | 30   | 34 s 8 | 33 min 37 s 0 | 35   | 1 h 11 min 05 s 6 | +2 min 50 s 2      |
| 33                                  | 17      | Sami Jauhojärvi         | Finlande           | 36 min 54 s 3   | 31   | 30 s 9 | 33 min 46 s 8 | 36   | 1 h 11 min 12 s 0 | +2 min 56 s 6      |
| 34                                  | 42      | Sergei Dolidovich       | Biélorussie        | 36 min 57 s 2   | 32   | 35 s 0 | 33 min 55 s 9 | 38   | 1 h 11 min 28 s 1 | +3 min 12 s 7 (PF) |
| 35                                  | 26      | Noah Hoffman            | États-Unis         | 37 min 19 s 3   | 37   | 34 s 7 | 33 min 34 s 1 | 34   | 1 h 11 min 28 s 1 | +3 min 12 s 7 (PF) |
| 36                                  | 32      | Petr Novák              | République tchèque | 37 min 56 s 0   | 47   | 33 s 3 | 32 min 59 s 2 | 21   | 1 h 11 min 28 s 5 | +3 min 13 s 1      |
| 37                                  | 19      | Thomas Bing             | Allemagne          | 36 min 27 s 7   | 20   | 31 s 1 | 34 min 34 s 1 | 46   | 1 h 11 min 32 s 9 | +3 s 17 s 5        |
| 38                                  | 29      | Lari Lehtonen           | Finlande           | 37 min 30 s 8   | 42   | 32 s 0 | 33 min 31 s 3 | 33   | 1 h 11 min 34 s 1 | +3 min 18 s 7      |
| 39                                  | 51      | Maciej Kreczmer         | Pologne            | 37 min 07 s 5   | 35   | 34 s 6 | 34 min 05 s 5 | 40   | 1 h 11 min 47 s 6 | +3 min 32 s 2      |
| 40                                  | 16      | Matti Heikkinen         | Finlande           | 36 min 40 s 3   | 23   | 33 s 1 | 34 min 39 s 2 | 48   | 1 h 11 min 52 s 6 | +3 min 37 s 2      |
| 41                                  | 34      | Ivan Perrillat Boiteux  | France             | 37 min 09 s 4   | 36   | 30 s 5 | 34 min 24 s 6 | 44   | 1 h 12 min 04 s 5 | +3 min 49 s 1      |
| 42                                  | 45      | Erik Bjornsen           | États-Unis         | 37 min 05 s 6   | 33   | 31 s 2 | 35 min 05 s 5 | 50   | 1 h 12 min 42 s 3 | +4 min 26 s 9      |
| 43                                  | 56      | Philipp Hälg            | Liechtenstein      | 37 min 51 s 8   | 44   | 33 s 3 | 34 min 22 s 7 | 41   | 1 h 12 min 47 s 8 | +4 min 32 s 4      |
| 44                                  | 36      | Jiří Magál              | République tchèque | 37 min 54 s 6   | 46   | 31 s 9 | 34 min 23 s 0 | 43   | 1 h 12 min 49 s 5 | +4 min 34 s 1      |
| 45                                  | 40      | Graeme Killick          | Canada             | 38 min 18 s 2   | 49   | 35 s 0 | 34 min 22 s 9 | 42   | 1 h 13 min 16 s 1 | +5 min 00 s 7      |
| 46                                  | 52      | Sergey Mikayelyan       | Arménie            | 38 min 43 s 1   | 51   | 33 s 7 | 33 min 59 s 8 | 39   | 1 h 13 min 16 s 6 | +5 min 01 s 2      |
| 47                                  | 41      | Brian Gregg             | États-Unis         | 38 min 57 s 4   | 53   | 35 s 6 | 33 min 53 s 3 | 37   | 1 h 13 min 26 s 3 | +5 min 10 s 9      |
| 48                                  | 48      | Paul Constantin Pepene  | Roumanie           | 37 min 52 s 5   | 45   | 33 s 3 | 35 min 10 s 4 | 52   | 1 h 13 min 36 s 2 | +5 min 20 s 8      |
| 49                                  | 49      | Sergey Cherepanov       | Kazakhstan         | 37 min 36 s 8   | 43   | 36 s 5 | 35 min 26 s 4 | 55   | 1 h 13 min 39 s 7 | +5 min 24 s 3      |
| 50                                  | 54      | Imanol Rojo             | Espagne            | 38 min 26 s 5   | 50   | 38 s 5 | 34 min 35 s 4 | 47   | 1 h 13 min 40 s 4 | +5 min 25 s 0      |
| 51                                  | 43      | Aivar Rehemaa           | Estonie            | 38 min 04 s 3   | 48   | 33 s 6 | 35 min 09 s 3 | 51   | 1 h 13 min 47 s 2 | +5 min 31 s 8      |
| 52                                  | 62      | Martin Møller           | Danemark           | 38 min 59 s 0   | 56   | 32 s 8 | 34 min 33 s 3 | 45   | 1 h 14 min 05 s 1 | +5 min 49 s 7      |
| 53                                  | 39      | Veselin Tzinzov         | Bulgarie           | 39 min 01 s 1   | 57   | 30 s 8 | 34 min 40 s 1 | 49   | 1 h 14 min 12 s 0 | +5 min 56 s 6      |
| 54                                  | 35      | Kris Freeman            | États-Unis         | 37 min 30 s 5   | 41   | 33 s 3 | 36 min 30 s 8 | 61   | 1 h 14 min 34 s 6 | +6 min 19 s 2      |
| 55                                  | 53      | Alexander Lasutkin      | Biélorussie        | 38 min 46 s 9   | 52   | 40 s 3 | 35 min 12 s 2 | 54   | 1 h 14 min 39 s 4 | +6 min 24 s 0      |
| 56                                  | 50      | Mark Starostin          | Kazakhstan         | 38 min 57 s 8   | 54   | 35 s 0 | 36 min 03 s 8 | 56   | 1 h 15 min 36 s 6 | +7 min 21 s 2      |
| 57                                  | 60      | Andrey Gridin           | Bulgarie           | 39 min 56 s 3   | 58   | 36 s 5 | 35 min 11 s 9 | 53   | 1 h 15 min 44 s 7 | +7 min 29 s 3      |
| 58                                  | 55      | Javier Gutiérrez Cuevas | Espagne            | 38 min 58 s 2   | 55   | 32 s 2 | 36 min 30 s 6 | 60   | 1 h 16 min 01 s 0 | +7 min 45 s 6      |
| 59                                  | 66      | Xu Wenlong              | Chine              | 39 min 57 s 9   | 60   | 34 s 4 | 36 min 21 s 0 | 58   | 1 h 16 min 53 s 3 | +8 min 37 s 9      |
| 60                                  | 61      | Callum Watson           | Australie          | 40 min 09 s 8   | 62   | 29 s 0 | 36 min 21 s 6 | 59   | 1 h 17 min 00 s 4 | +8 min 45 s 0      |
| 61                                  | 63      | Pawel Klisz             | Pologne            | 40 min 09 s 3   | 61   | 29 s 7 | 36 min 39 s 5 | 62   | 1 h 17 min 18 s 5 | +9 min 03 s 1      |
| 62                                  | 59      | Callum Smith            | Grande-Bretagne    | 39 min 57 s 4   | 59   | 37 s 2 | 37 min 02 s 5 | 64   | 1 h 17 min 37 s 1 | +9 min 21 s 7      |
| 63                                  | 67      | Artur Yeghoyan          | Arménie            | 40 min 11 s 7   | 63   | 41 s 8 | 36 min 51 s 0 | 63   | 1 h 17 min 44 s 5 | +9 min 29 s 1      |
| 64                                  | 58      | Jan Antolec             | Pologne            | 41 min 32 s 2   | 68   | 33 s 8 | 36 min 12 s 8 | 57   | 1 h 18 min 18 s 8 | +10 min 03 s 4     |
| 65                                  | 57      | Edi Dadic               | Croatie            | 41 min 08 s 0   | 66   | 35 s 0 | 37 min 48 s 5 | 65   | 1 h 19 min 31 s 5 | +11 min 16 s 1     |
| 66                                  | 65      | Arvis Liepins           | Lettonie           | 40 min 44 s 1   | 64   | 36 s 1 | 38 min 39 s 9 | 66   | 1 h 20 min 00 s 1 | +11 min 44 s 7     |
| 67                                  | 64      | Vytautas Strolia        | Lituanie           | 40 min 54 s 7   | 65   | 39 s 1 | 39 min 03 s 4 | 67   | 1 h 20 min 37 s 2 | +12 s 21 s 8       |
| 68                                  | 68      | Jun-Ho Hwang            | Corée du Sud       | 41 min 22 s 6   | 67   | 39 s 9 | LAP           | 68   | LAP               | +LAP               |

PF = Classement déterminé grâce à la photo finish
LAP = Un tour de retard sur les premiers